# 鳞毛蕨科
鳞毛蕨科（Dryopteridaceae）是真蕨类植物的一个科，含20餘屬，2100余種，為蕨類最大科，其下類群約占現存蕨類的五分之一。其分佈遍及全球，以溫帶和熱帶山區多樣性最高，生境及生活型十分多樣，包括陸生、石生、附生或半附生。
部分分類系統將此科歸入取廣義概念的水龍骨科。

## 分類

### 歷史
1990年, Karl U. Kramer等人建立了廣義的鱗毛蕨科，並將球子蕨科、廣義岩蕨科及大部分叉蕨科也劃入其中。後續基于DNA的分子係統發生研究發現Kramer劃定的鱗毛蕨科為多係群，因而Smith等人於2006年將其拆分，重定義為相對狹義的鱗毛蕨科。
2007年，Liu等人使用兩個葉綠體片段（atpB和rbcL序列）建立係統發生樹，支持將黃腺羽蕨屬從叉蕨科移入鱗毛蕨科。同年，Lu等人基於rbcL的係統發育樹顯示柳葉蕨屬、鞭叶蕨属和玉龍蕨屬均嵌於耳蕨屬內。
2010年，Moran等人將節果蕨屬從符藤蕨屬中分出，並於同年建立實蕨屬。
2012年，Zhang等人基於四個葉綠體DNA片段的係統發育研究支持将魚鱗蕨屬、假複葉耳蕨屬、紅腺蕨屬、擬鱗毛蕨屬、肉刺蕨屬和柄囊蕨屬併入鱗毛蕨屬2013年，He等人基於DNA係統發生結果，在中國植物志英文修訂版中將石蓋蕨屬、毛枝蕨屬和黔蕨属併入復葉耳蕨屬，2019年Lu等人基於七個葉綠體DNA標記的係統發育結果也再次支持了這一處理。
2014年，Christenhusz與Chase發表的蕨類系統將鱗毛蕨科處理為廣義水龍骨科的異名，基本等同於該係統下水龍骨科的鱗毛蕨亞科，英國邱園的世界植物在線數據庫也沿用了該處理。
2015年，Liu等人的係統發育研究顯示，長久以來被處理作節毛蕨屬異名的毛脉蕨属實為獨立的一支，且其演化關係與原產熱帶美洲的綿耳蕨屬等更近。一年後發表的PPG I蕨類分類系統也遵循這一研究結果，將綿耳蕨屬劃入攀實蕨亞科，使得綿耳蕨屬成為該亞科中唯一產於亞洲的屬。
2016年，廣義蕨類植物系統發育工作組發表的第一版分類係統（Pteridophyte Phylogeny Group I系統，簡稱PPG I系統）發表，與Christenhusz和Chase先前於2014年發表的系統在科的界定上存在較大差異。PPG I系統主張保留鱗毛蕨科的獨立科級地位，同時將翼囊蕨屬挪入翼囊蕨科，並將腫足蕨屬和大膜盖蕨属挪入腫足蕨科。
太平洋西南分部的洋耳蕨属和谜蕨屬均曾因形態被分入本科。2017和2018年陸續發表的兩項系統發生分析結果顯示這兩屬分別嵌于藤蕨科和叉蕨科的叉蕨屬中，因而將其移出鱗毛蕨科。
2024年，Zuo等人基於91個物種的葉綠體全基因組，構建了覆蓋PPG I定義的所有鱗毛蕨科現存屬的係統樹，揭示了与PPG I系统不同的科内演化轨迹：研究結果顯示鱗毛蕨科內部類群聚入7個主要分支，又亞分為24個更小的分支，且節點都有較高的支持率。以此为根据，Zuo等人更新了鳞毛蕨科的分类系统，将鳞毛蕨科分为7亚科、24属，其中4个亚科是在PPG I系统的基础上新建立的，但PPG I中的大部分属都得到了认可。该研究还将先前系统位置不明的点叶蕨属归入鳞毛蕨亚科，将節果蕨屬处理为了符藤蕨属的异名，并新描述了一个马达加斯加特有的新属（假复叶耳蕨属）。

### 下級分類
以下列出相繼發表、基於遺傳分子的系統發生樹的兩版鱗毛蕨科分類系統下各亞科及屬列表，各屬的大致地理分佈範圍參照世界植物在線。

#### PPG I系统
在2016年发表的廣義蕨類植物系統發育工作組第一版分類係統（簡稱PPG I系統）下，的鳞毛蕨科包含3個亞科，26屬。

1. 攀實蕨亞科 Polybotryoideae H.M.Liu & X.C.Zhang
- Cyclodium C.Presl 圓蓋蕨屬 —— 巴拿馬至特立尼達
- Maxonia C.Chr. 攀木蕨属 —— 中美洲至厄瓜多爾、美國佛羅里達州、古巴、牙買加
- Olfersia Raddi 貫脈舌蕨屬 —— 墨西哥南部至熱帶美洲
- Polybotrya Humb. & Bonpl. ex Willd. 攀實蕨屬 —— 墨西哥南部至熱帶美洲
- Polystichopsis (J.Sm.) Holttum 绵耳蕨属 —— 熱帶美洲
- Stigmatopteris C.Chr. 点叶蕨属 —— 墨西哥至熱帶美洲
- Trichoneuron Ching 毛脉蕨属 —— 中國中南部

2. 舌蕨亞科 Elaphoglossoideae (Pic.Serm.) Crabbe, Jermy & Mickel
- Arthrobotrya J.Sm. 節果蕨屬 —— 太平洋西南[13]（東南亞、新幾內亞至澳大拉西亞）
- Bolbitis Schott 刺蕨屬 —— 全球熱帶及亞熱帶
- Elaphoglossum Schott ex J.Sm. 舌蕨屬 —— 全球熱帶及亞熱帶（南美洲至最南部）、亞南極島嶼
- Lastreopsis Ching 節毛蕨屬（又稱金毛蕨屬） —— 熱帶非洲中西部、亞太地區熱帶及亞熱帶、墨西哥南部至熱帶美洲南部
- Lomagramma J.Sm. 網藤蕨屬  —— 西太平洋熱帶及亞熱帶
- Megalastrum Holttum 節綿蕨屬  —— 墨西哥至南美洲南部、亞南極島嶼、非洲熱帶及南部、印度洋西部島嶼
- Mickelia R.C.Moran, Labiak & Sundue 實蕨屬  —— 墨西哥南部至熱帶美洲
- Parapolystichum (Keyserl.) Ching 擬耳蕨屬  —— 全球熱帶
- Pleocnemia C.Presl 黃腺羽蕨屬（又名羽蕨屬） —— 亞洲熱帶、亞熱帶至太平洋西部
- Rumohra 革葉蕨屬 Raddi  —— 津巴布韋至非洲南部、印度洋西部、新幾內亞至澳大拉西亞、美洲熱帶及亞熱帶
- Teratophyllum Mett. ex Kuhn 符藤蕨屬  —— 東南亞及澳大拉西亞

3. 鱗毛蕨亞科 Dryopteridoideae Link
- Arachniodes Blume 複葉耳蕨屬 —— 全球熱帶及亞熱帶（亞洲北至俄羅斯東部）
- Ctenitis (C.Chr.) C.Chr. 肋毛蕨属 —— 全球熱帶及亞熱帶
- Cyrtomium C.Presl 貫眾属 —— 亞洲熱帶及亞熱帶至太平洋、非洲南部至喀麥隆及埃塞俄比亞、馬達加斯加
- Dryopteris Adans. 鱗毛蕨屬 —— 全球廣佈
- Phanerophlebia C.Presl 美贯众属 ——  美國亞利桑那州、德克薩斯州至委內瑞拉、伊斯帕尼奥拉岛、巴西東南部
- Polystichum Roth 耳蕨属 —— 全球廣佈

#### 2024系统
Zuo等人2024年基于叶绿体全基因组的系统树所发表的分类系统下的鳞毛蕨科包含7個亞科，24屬，是基于先前PPG I系统基础上的一次修订。

1. 節毛蕨亞科 Lastreopsidoideae Z. Y. Zuo
- Parapolystichum (Keyserl.) Ching 擬耳蕨屬  —— 全球熱帶
- Lastreopsis Ching 節毛蕨屬（又稱金毛蕨屬） —— 熱帶非洲中西部、亞太地區熱帶及亞熱帶、墨西哥南部至熱帶美洲南部
- Rumohra 革葉蕨屬 Raddi  —— 津巴布韋至非洲南部、印度洋西部、新幾內亞至澳大拉西亞、美洲熱帶及亞熱帶
- Megalastrum Holttum 節綿蕨屬  —— 墨西哥至南美洲南部、亞南極島嶼、非洲熱帶及南部、印度洋西部島嶼

2. 黃腺羽蕨亞科 Pleocnemioideae Z. Y. Zuo
- Pleocnemia C.Presl 黃腺羽蕨屬 —— 亞洲熱帶、亞熱帶至太平洋西部

3. 舌蕨亞科 Elaphoglossoideae (Pic.Serm.) Crabbe, Jermy & Mickel
- Bolbitis Schott 刺蕨屬 —— 全球熱帶及亞熱帶
- Lomagramma J.Sm. 網藤蕨屬  —— 西太平洋熱帶及亞熱帶
- Teratophyllum Mett. ex Kuhn 符藤蕨屬  —— 東南亞及澳大拉西亞
- Mickelia R.C.Moran, Labiak & Sundue 實蕨屬  —— 墨西哥南部至熱帶美洲
- Elaphoglossum Schott ex J.Sm. 舌蕨屬 —— 全球熱帶及亞熱帶（南美洲至最南部）、亞南極島嶼

4. 肋毛蕨亞科 Ctenitidoideae Z. Y. Zuo
- Ctenitis (C.Chr.) C.Chr. 肋毛蕨属 —— 全球熱帶及亞熱帶

5. 攀實蕨亞科 Polybotryoideae H.M.Liu & X.C.Zhang
- Maxonia C.Chr. 攀木蕨属 —— 中美洲至厄瓜多爾、美國佛羅里達州、古巴、牙買加
- Olfersia Raddi 貫脈舌蕨屬 —— 墨西哥南部至熱帶美洲
- Cyclodium C.Presl 圓蓋蕨屬 —— 巴拿馬至特立尼達
- Polybotrya Humb. & Bonpl. ex Willd. 攀實蕨屬 —— 墨西哥南部至熱帶美洲

6. 綿耳蕨亞科 Polystichopsidoideae Z. Y. Zuo
- Trichoneuron Ching 毛脉蕨属 —— 中國中南部
- Polystichopsis (J.Sm.) Holttum 绵耳蕨属 —— 熱帶美洲

7. 鱗毛蕨亞科 Dryopteridoideae Link
- Stigmatopteris C.Chr. 点叶蕨属 —— 墨西哥至熱帶美洲
- Pseudarachniodes Z. Y. Zuo 假复叶耳蕨属 —— 馬達加斯加
- Phanerophlebia C.Presl 美贯众属 ——  美國亞利桑那州、德克薩斯州至委內瑞拉、伊斯帕尼奥拉岛、巴西東南部
- Cyrtomium C.Presl 貫眾属 —— 亞洲熱帶及亞熱帶至太平洋、非洲南部至喀麥隆及埃塞俄比亞、馬達加斯加
- Polystichum Roth 耳蕨属 —— 全球廣佈
- Arachniodes Blume 複葉耳蕨屬 —— 全球熱帶及亞熱帶（亞洲北至俄羅斯東部）
- Dryopteris Adans. 鱗毛蕨屬 —— 全球廣佈